# 범이슬람주의

범이슬람주의(汎-)는 이슬람교를 중심으로 이슬람 세계를 통합하려는 운동을 말한다.

## 범아랍주의와의 혼동
범이슬람주의는 종종 범아랍주의와 혼동되기도 하나, 이는 이슬람 국가와 아랍 국가를 동일시하는 데서 오는 오류이다. 범이슬람주의는 이슬람교를 믿는 다른 민족(투르크족, 페르시아족 등)이나 국가(파키스탄, 인도네시아 등)도 포함하는 종교적인 개념이다. 반면 아랍 민족의 연합과 일원화를 주장하는 범아랍주의는 지역적으로는 보다 협소하며, 종교가 아닌 민족적 개념이다.  또한 범아랍주의를 내세우는 정치 세력/정당의 경우, 이슬람 원리주의와 대립하는 관계에 있으며 세속주의, 사회주의, 사회민주주의를 표방하는 경우가 많다.(나세르주의, 바트당)

## 같이 보기
- 칼리파국
- 국제주의
- 움마
- 이슬람 세계
- 무자헤딘
- 디아스포라
- 이슬람주의
- 무슬림 형제단
- 사이드 쿠틉
- 킬라파트 운동